# اندری تولومک
اندری تولومک (انگلیسی: Andriy Tlumak؛ زادهٔ ۷ مارس ۱۹۷۹) بازیکن فوتبال اهل اوکراین است.
از باشگاه‌هایی که در آن بازی کرده‌است می‌توان به باشگاه فوتبال زوریا لوهانسک، باشگاه فوتبال متالیست خارکوف، باشگاه فوتبال متالورگ زاپروژیا، و باشگاه فوتبال کارپاتی لویو اشاره کرد.